# I prövningens stund
I prövningens stund är en svensk film från 1915 i regi av Victor Sjöström. 

## Om filmen
Filmen premiärvisades 8 november 1915 på biograf Cosmorama i Göteborg. Den spelades in vid Svenska Biografteaterns ateljé på Lidingö av Henrik Jaenzon. 

## Rollista (i urval)
- Victor Sjöström – Sven Nilsson, stenarbetare
- Greta Pfeil – Svens hustru
- Richard Lund – bankdirektör Hogardt
- Kotti Chave – Hogardts son (4 år)